# Фороней
Фороней (на гръцки: Φορωνεός) в древногръцката митология е син на речния бог Инах и нимфата Мелия. 
Митичен основател на град Аргос, чиито жители му приписват даряването на хората с тайната на огъня (обикновено в тази роля в гръко-римската митология е титанът Прометей), почитайки го и като културен герой, научил хората на земеделие. Според Павзаний, той първи е събира хората в общество, а дотогава всеки живее отделно и сам за себе си.
Съпруг е на Лаодика. Баща е на Ниоба (любима на Зевс - различна от тиванската царица Ниоба, дъщеря на Тантал) от нимфата Теледика.